# Harald Grenske
Harald Grenske (Haraldr inn grenski en vieux norrois) est sous-roi de Vestfold jusqu'à sa mort, vers 986.

## Origine
Harald est le fils de Gudrœd Bjornsson, fils de Bjørn Farmann, lui-même fils de Harald à la Belle Chevelure, premier roi de Norvège. Il est élevé chez un vassal de son père, Hroi le Blanc qui habitait dans les hauteurs au Grenland d'où son surnom.
Après la mort de Gudrodr, Harald Grenske poursuivi par les fils d'Eric Ier de Norvège s'enfuit avec une poignée d'hommes, d'abord en Oppland, puis en Suède. Il revient en Norvège avec le roi Harald Ier de Danemark qui lui donne le titre de roi qu'avait possédé ses parents par le passé et un royaume dans le sud du pays qui comprend le Vestfold le Vingulmark et l'Agder jusqu'au cap de Lindesnes.
Il épousa Åsta, fille de Gudbrand Kula, dont il a un fils, le futur saint Olaf II de Norvège. Un été lors d'une expédition à l'est entreprise « afin d'acquérir des richesses » il fait relâche chez le roi Olof Skötkonung il rencontre la mère de ce dernier Sigrid Storråda qui lui fait une très forte impression.
Après avoir passé l'hiver en Norvège il revient en Suède l'été suivant et envoie un message à la reine dans lequel il lui demande de l'épouser. Cette dernière qui était déjà courtisée par un roi varègue de Russie inconnu, nommé par la saga « Vsevolod » invite ses deux prétendants à un banquet et lorsque les deux hommes et leurs suites furent ivres morts elle donne l'ordre de mettre le feu au bâtiment. Sigrid la Fière déclare ensuite que « de la sorte elle ferait perdre aux roitelets le goût de venir de l'étranger pour demander sa main ». La saga précise que cet événement serait intervenu l'année de la Bataille du détroit de Hjörung.
Après son meurtre qui intervient juste avant ou après la naissance d'Olaf, Åsta Gudrandsdotter se réfugie chez Sigurd Syr roi de Ringerike qui l'épouse et dont elle a plusieurs enfants dont le futur Harald III de Norvège.